# Berlinsko modrilo
Berlinsko modrilo, pariško plava ili prusko plava, Fe4[Fe(CN)6]3, željezni(III) heksacijanoferat(II), je anorganski pigment koji se zbog čistoće tona, stalnosti i neotrovnosti mnogo upotrebljava. Dobiva se kemijskom reakcijom između otopina kalijeva heksacijanoferata i soli trovalentnog željeza. Koristi se u slikarstvu i u smjesi sa škrobom kao plavilo za rublje. Proizvodnja pigmenata u industrijskom smislu započela je u 18. stoljeću otkrićem berlinskog modrila, kromovog žutila i kobaltovog modrila. Berlinsko modrilo ne odgovara za mazanje vapnom. Postoji i topljivo berlinsko modrilo; kalijev željezov(III) heksacianoferat(II) (KFe[Fe(CN)6]).

## Otkriće i nomenklatura
Berlinsko je modrilo dobilo ime prema mjestu otkrića (Berlin) i prema svojoj boji (tamno plava). Oko 1706., dok je pokušavao napraviti crvenu boju, berlinski je proizvođač slikarskih boja J. J. Diesbach slučajno dobio tamno plavi talog. Uvidjevši kako je dobio dobro i jeftino bojilo, počeo ga je odmah proizvoditi. Njegov je proizvod postao poznat kao berlinsko modrilo na njemačkom, odnosno prusko modrilo na francuskom i engleskom govornom području (Berlin je glavni grad njemačke savezne države Pruske koja je u to doba bila samostalna kraljevina). Budući da se je nekad kod nas najviše rabila njemačka literatura, u hrvatskom se je jeziku zadržala njemačka inačica.

## Cijanidni pigmenti
Od cijanidnih pigmenata najvažniji su cijanidni složeni spojevi željeza. Ti su pigmenti poznati pod različitim nazivima kao modrilo, plavilo i plava (boja): berlinsko modrilo, prusko modrilo, pariško modrilo, milori plava, kineska plava i tako dalje. Međutim, ti se nazivi ne upotrebljavaju uvijek jednoznačno i često unose zabunu jer se uglavnom radi samo o različitim plavim nijansama, o razlikama u finoći, izdašnosti i čistoći proizvoda, a rjeđe o različitom sastavu. Tako je, na primjer, općenito uzevši, ta vrsta pigmenta najpoznatija pod nazivom berlinsko modrilo, ali se takav čisti pigment bez primjesa ponekad naziva pariškim modrilom. U posljednje se vrijeme u stručnoj njemačkoj i anglosaksonskoj literaturi za sve cijanidne pigmente željeza uvriježio naziv željezno modrilo. 
Cijanidni pigmenti željeza bili su u obliku taloga pripravljeni prvi put na početku 18. stoljeća i ubrajaju se među najstarije umjetne (sintetske) pigmente. To su složeni spojevi željeza općenite jednadžbe M(I) Fe(III) [Fe(II) (CN)6]∙H2O, u kojoj rimski brojevi u zagradi označuju oksidacijski broj kemijskog elementa, a M je najčešće ion kalija, ali može biti i ion natrija ili amonijev ion. Jednadžbi K{ Fe [Fe (CN)6]}, što odgovara tipičnom plavom cijanidnom pigmentu željeza, pripada racionalno ime kalijev željezo(III) heksacijanoferat(II). Poznati su i mnogi slični složeni spojevi u kojima M nije alkalijskog svojstva, ali takvi spojevi nemaju svojstva pigmenta. 
Sinteza cijanidnih pigmenata željeza temelji se na kemijskoj reakciji soli željeza(II) sa složenim cijanidima željeza(II). Kao željezne soli uzimaju se kristalni željezni sulfat ili željezni klorid, a kao složeni cijanidi služe alkalijski heksacijanoferati, u prvom redu kalijev heksacijanoferat(II) K4 [Fe (CN)6]. Njihovim međusobnim djelovanjem nastaje prvo takozvano berlinsko bjelilo K2 {Fe(II) [Fe(II) (CN)6]}. Suspenzija berlinskog bjelila zagrijava se neko vrijeme, a zatim se u kiselom mediju oksidira kalijevim kloratom KClO3, ili natrijevim kloratom, pa se taloži plavi pigment kalijev željezo(III) heksacijanoferat(II). Čestice precipitata vrlo su sitne i talože se polagano, pa je zbog toga filtracija i ispiranje otežano.
Cijanidni pigmenti željeza vrlo su postojani prema svjetlu i otporni prema djelovanju atmosferilija. Stabilni su na povišenim temperaturama do 180 °C, pa se mogu upotrijebiti kao plavi pigmenti u pečenim lakovima. Upravo obrnuto od plavog ultramarina, otporni su prema kiselinama, ali su osjetljivi na djelovanje već i slabih lužina. Izdašni su i dobro pokrivaju, ali se teško dispergiraju. U obliku praha zapaljivi su, ali ne i eksplozivni; na zraku se lako zapale već na 140 °C.
Primjena je cijanidnih pigmenata željeza raznolika. Najveće se količine troše za pripravu plavih tiskarskih boja, posebno za duboki tisak. Mnogo se troše za bojenje fungicida kako bi oni, inače većinom bezbojni spojevi, postali lako uočljivi na zemljištu i biljkama. Cijanidni pigmenti željeza upotrebljavaju se i u proizvodnji lakova, osobito za lakiranje vozila, zatim za bojenje papira, tapeta, kao pigmenti za emajl i tako dalje. Služe i za bojenje nekih plastičnih masa. Tako su, na primjer, vrlo prikladni za bojenje polietilena, ali nepovoljno utječu na stabilnost PVC-a. Vrlo čisti plavi pigmenti bez primjesa služe u proizvodnji kromovih zelenih pigmenata.

## Priprema
Prusko plavo se proizvodi oksidacijom soli željeznog ferocijanida. Ove bijele krutine imaju formulu M
2Fe[Fe(CN)
6] gdje je M+
= To+
ili K+
. Željezo u ovom materijalu je samo željezo, otuda i nedostatak duboke boje povezane s mješovitom valencijom. Oksidacija ove bijele krutine vodikovim peroksidom ili natrijevim kloratom proizvodi fericijanid i daje prusko plavo. 
"Otopivi" oblik, K[Fe III Fe II (CN)
6] , koji je stvarno koloidan , može se napraviti od kalijevog ferocijanida i željeza(III):
K+
+ Fe3+
+ [Fe II (CN)
6]4−
→ KFe III [Fe II (CN)
6]
Slična reakcija kalijevog fericijanida i željeza(II) rezultira istom koloidnom otopinom, jer [Fe III (CN)
6]3−
se pretvara u ferocijanid.
"Netopivo" prusko modro nastaje ako se u gornjim reakcijama pojavi suvišak Fe3+
dodaje se:
4 Fe3+
+ 3 [Fe II (CN)
6]4−
→ Fe III [Fe III Fe II (CN)
6]
3 
Unatoč činjenici da je pripremljena od cijanidnih soli, prusko plava boja nije otrovna jer su cijanidne skupine čvrsto vezane za željezo.  I ferocijanid ((Fe II (CN) 6 ) 4− ) i fericijanid ((Fe III (CN) 6 ) 3− ) posebno su stabilni i netoksični polimerni cijanometalati zbog jake koordinacije željeza s cijanidnim ionima. Iako se cijanid općenito dobro veže s prijelaznim metalima poput kroma, ti koordinacijski spojevi koji nisu željezo nisu tako stabilni kao željezni cijanidi, stoga povećavaju rizik od otpuštanja CN - iona, a zatim i komparativne toksičnosti.

## Berlinsko modrilo u slikarstvu
Prusko plava je pronađena početkom 18. stoljeća. Zbog rane proizvodnje u Parizu drugi naziv joj je pariško plava. Sadašnji način proizvodnje daje kvalitetniji pigment nego ranije. Sitno zrno djeluje skoro crno u suhom stanju, ima jaku moć bojanja. Ne koristi se u fresko slikanju ni s kazeinskim vezivima jer postaje smeđa. Otporna je prema kiselinama. Iako se priprema s više ulja suši brzo, a osušeni premaz je kompaktan i postojan, zbog žućenja ulja premazi dobiju zelenkastu nijansu. Lošije vrste s uljem postanu smeđe, u akvarelu i temperi blijede ako su s cinkovim bjelilom. Čak i kada je najkvalitetniji proizvod (kinesko plava, milori plava) nije prvoklasan pigment. Zamijenjena je ftalocijaninskom plavom.

## Medicinska primjena
U medicini se uporabljuje kao protuotrov pri trovanjima talijem ili radioaktivnim cezijem.
Često se daje s manitolom ili sorbitolom da bi se povećala brzina kretanja kroz crijeva. Također se koristi za otkrivanje hemosiderina u urinu kako bi se potvrdila dijagnoza nedostatka G6PD.

### Trovanje talijem
Za trovanje talijem koristi se uz ispiranje želuca, prisilnu diurezu i hemodijalizu. Daje se sve dok količina talija u urinu ne bude ispod 0.5 mg dnevno.

### Trovanje cezijem
Koristi se pri trovanju radioaktivnim cezijem kada je cezij u tijelo ušao gutanjem ili udisanjem.